# Diaptomus ganesa
Diaptomus ganesa is een eenoogkreeftjessoort uit de familie van de Diaptomidae. De wetenschappelijke naam van de soort is voor het eerst geldig gepubliceerd in 1950 door Brehm.